# Рисакове
Рисако́ве (до 1948 року — Ас-Джаракчи́, крим. As Caraqçı) — село Джанкойського району Автономної Республіки Крим. Населення становить 803 особи. Орган місцевого самоврядування — Мирнівська сільська рада. Розташоване на півдні району.

## Географія
Рисакове — село на півдні центральної частини району, в степовому Криму, в балці безіменної правої притоки річки Мирнівка, висота над рівнем моря — 21 м. Сусідні села: Мирнівка за 3 км на північ, Тимофіївка за 2,5 км на схід і Арбузівка за 2 км на південь. Відстань до райцентру — близько 12 кілометрів, там же найближча залізнична станція.

## Історія
Перша документальна згадка села зустрічається в Камеральному Описі Криму … 1784 року, судячи з якого, в останній період Кримського ханства  Ас  входив в Кирп Баул кадилик Перекопського каймакамства. Потім, мабуть, внаслідок масової еміграції кримських татар в Туреччину після приєднання Криму до Російської імперії (8) 19 квітня 1783 року , село спорожніло. Зустрічається на військово-топографічній карті 1817 року, де село  Аз  позначене порожнє.
Поселення було відроджено, під назвою Асс-Джаракчі (Джаракчі — прилегле село), в 1887 році кримськими німцями лютеранами на 1300 десятинах землі.
Незабаром після початку Німецько-радянської війни, 18 серпня 1941 року кримські німці були виселені, спочатку в Ставропольський край, а потім в Сибір і північний Казахстан.
Після звільнення Криму від німців в квітні 12 серпня 1944 року було прийнято постанову № ГОКО-6372с «Про переселення колгоспників в райони Криму» та у вересні 1944 року в район приїхали перші новосели (27 сімей) з Кам'янець-Подільської та Київської областей, а на початку 1950-х років пішла друга хвиля переселенців з різних областей України. Указом Президії Верховної Ради Російської РФСР від 18 травня 1948 року, Асс Джаракчі перейменували в Рисакове.
У 2023 році у проєкті Постанови Верховної Ради України «Про перейменування деяких населених пунктів Автономної Республіки Крим» село запропоновано перейменувати на Бек-Кази.